# Merethe Nergaard
Merethe Nergaard, född 31 oktober 1956 i Trondheim, är en norsk diplomat.
Nergaard avlade cand. polit.-examen och har arbetat i utrikestjänsten sedan 1984. Hon var underdirektör i Utenriksdepartementet 1997–1999, senior rådgivare där 2007–2008 och avdelningsdirektör 2008–2013. Utomlands har hon tjänstgjort bland annat i Costa Rica och Genève, i Paris som ambassadråd 1999–2003 och i Washington, D.C. som ministerråd 2003–2007. Åren 2013–2017 var hon Norges ambassadör i Mexiko och sedan 2017 innehar hon ambassadörsposten i Marocko.